# 西吉德布尔
西吉德布尔是印度西孟加拉邦阿里布尔杜阿尔县的一个城镇。总人口13389（2001年）。

## 人口
该地2001年总人口13389人，其中男性6824人，女性6565人；0—6岁人口1461人，其中男740人，女721人；识字率69.74%，其中男性为75.73%，女性为63.52%。